# توماس فيتكوس
توماس فيتكوس (بالليتوانية: Tomas Vaitkus)‏ مواليد 4 فبراير 1982 في كلايبيدا، هو دراج ليتواني في صنف سباق الدراجات على الطريق. شارك في دورة الألعاب الأولمبية الصيفية.

## سجل النتائج

### سباقات أو مراحل فاز بها
- طواف إيطاليا

## روابط خارجية
- توماس فيتكوس على موقع الاتحاد الدولي للدراجات (الإنجليزية)
- توماس فيتكوس على موقع أرشيف الدراجات (الإنجليزية)
- توماس فيتكوس على موقع إحصائيات الدراجات الإحترافية (الإنجليزية)
- توماس فيتكوس على موقع نسبة الدراجات (الإنجليزية)
- توماس فيتكوس على موقع CycleBase (الإنجليزية)
- توماس فيتكوس على موقع أوليمبيديا (الإنجليزية)